# واحدة بعد واحدة ونص (فلم)
واحدة..بعد واحدة ونص هو فيلم تشويق وإثارة مصري من إخراج حسين عمارة وبطولة شمس البارودي، حسن يوسف، محمود المليجي، توفيق الدقن، علي الشريف، محمود التوني، إبراهيم سعفان، أحمد لوكسر ونعيمة الصغير، صدر الفيلم في 14 أغسطس 1978.

## نبذه
يضع «نظيم» خطة محكمة للاستيلاء على أموال ابنة شقيقه المتوفي «هدى»، وذلك من خلال استغلاله لفتاة شبيهة لها وهى «لولا» كي تعاونه في هذه العملية مع تلفيقها ل«هدى».

## طاقم العمل
- شمس البارودي: هدى العزّازى / لولا
- حسن يوسف: نبوى الملبَِّساتي
- محمود المليجي: نظيم
- توفيق الدقن: طلعت
- علي الشريف: المعلم زعبولله نسيب نبوي
- محمود التوني: ابن زعبولله
- إبراهيم سعفان: طبيب نفساني
- أحمد لوكسر: رئيس المباحث
- نعيمة الصغير: زوجة المعلم زعبولله

## وصلات خارجية
- مقالات تستعمل روابط فنية بلا صلة مع ويكي بيانات
- واحدة بعد واحدة ونص على موقع الدهليز